# 贝琳达·布鲁克斯
贝琳达·布鲁克斯（英語：Belinda Brooks，1977年2月3日—），澳大利亚前女子水球运动员。她曾代表澳大利亚国家队参加2004年夏季奥林匹克运动会水球比赛，获得第四名。